# Magda Szubanski

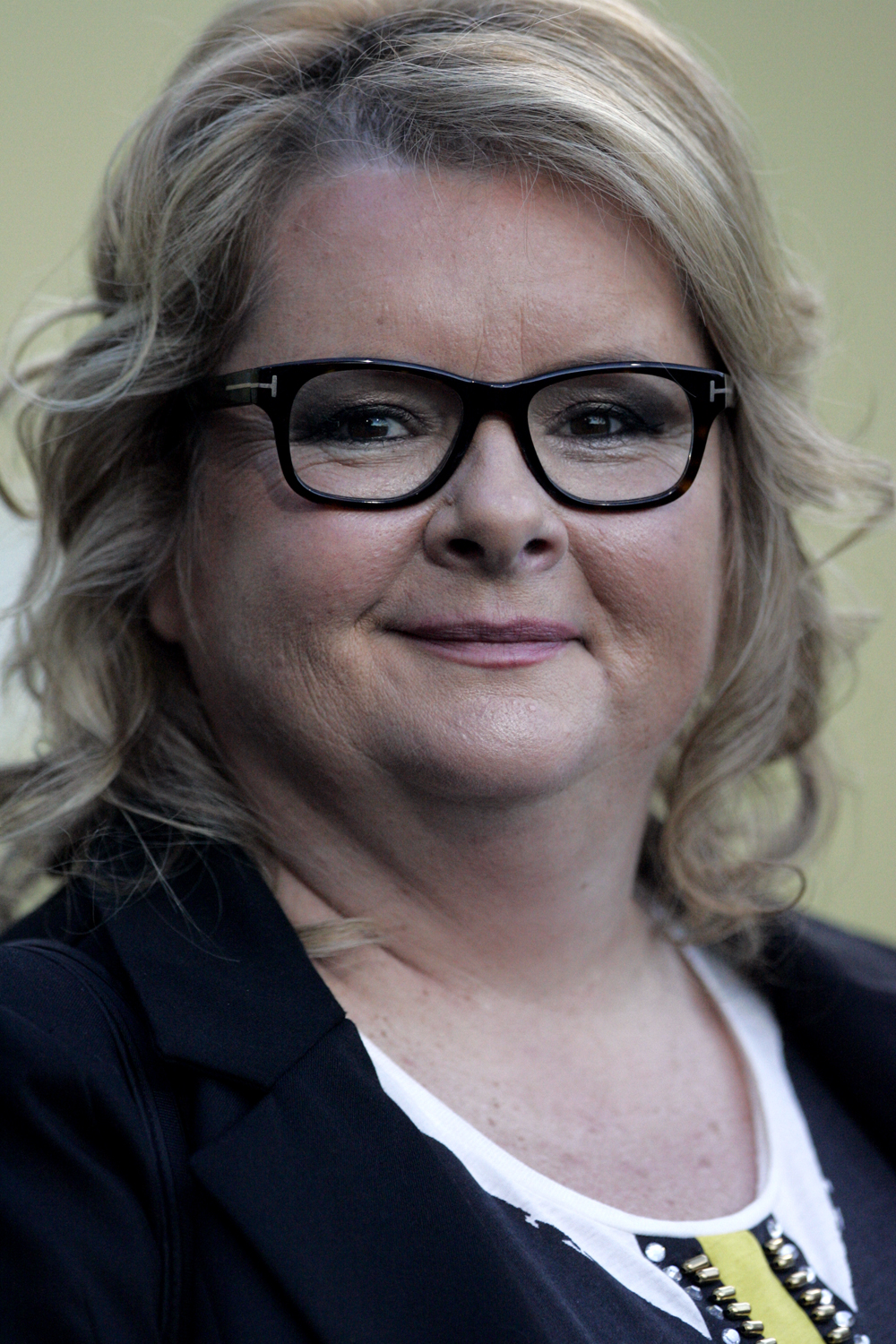
Magda Szubanski

Magdalene Mary Szubanski AO (* 12. April 1961 in Liverpool) ist eine australische Schauspielerin, Komikerin und Autorin.

## Leben
Szubanski besuchte das Siena College in Melbourne und studierte an der Universität Melbourne Kunst und Philosophie. Von 1989 bis 1992 war sie in der Fernsehserie Fast Forward zu sehen und von 2002 bis 2007 spielte sie in der australischen Comedy-Fernsehserie die Figur Sharon Strzelecki. Als Schauspielerin wirkte sie in verschiedenen Film- und Theaterproduktionen mit. Im Februar 2012 outete sich Szubanski als homosexuell.

## Filmografie (Auswahl)
- 1995: Ein Schweinchen namens Babe, Figur  Esme Hoggett
- 1998: Schweinchen Babe in der großen Stadt, Figur  Esme Hoggett
- 2002: Crocodile Hunter – Auf Crash-Kurs, Figur Brozzie Drewitt
- 2005: Die Maske 2: Die nächste Generation, Figur Betty
- 2007: Der Goldene Kompass, Originalstimme Mrs. Lonsdale
- 2010: Weihnachtsmann Junior – Der Film, Originalstimme Beatrix
- 2011: Happy Feet 2, Originalstimme Miss Viola
- 2019: Ride Like a Girl – Ihr größter Traum
- 2024: Memoir of a Snail (Stimme)

## Theater (Auswahl)
- 1985: Too Cool for Sandals – verschiedene Rollen
- 1993: The Rise and Fall of Little Voice – Sadie
- 2005: Grease: The Arena Spectacular (National Australia Tour) – Miss Lynch
- 2007: The Madwoman of Chaillot – Countess Aurelia
- 2008: Guys and Dolls – Big Jule
- 2012: A Funny Thing Happened on the Way to the Forum – Domina

## Werke (Auswahl)
- 2015: Reckoning, Autobiografie[3]